# هرمیتا
هرمیتا (انگلیسی: Hermidita; ۲۷ نوامبر ۱۹۲۴ – ۱۷ سپتامبر ۲۰۰۵) بازیکن فوتبال اهل اسپانیا بود.
از باشگاه‌هایی که در آن بازی کرده‌است می‌توان به باشگاه فوتبال کوردوبا و باشگاه فوتبال سلتاویگو اشاره کرد.